# モシリシンナイサム
モシㇼシンナイサㇺ（mosir-sinnaysam、"国土のばけもの"）またはモシリシンナイサは、アイヌに伝わる妖怪。

## 概要
体に白と黒のまだら模様のある、馬ほどの大きさの妖怪。村外れの湿地帯にいる。その姿や足跡を目にした者は長生きできず、不幸な人生を送る羽目になってしまうという。
また、色々な動物に姿を変えて人間をつけ狙うともいわれている。たとえば、道端にいたはずの鹿が一瞬にしていなくなってしまったら、これはモシㇼシンナイサㇺに狙われている証拠だという。
そもそも創造神コタンカㇻカムイが、人類に火を授けようとして、白楊（ドロノキ；アイヌ語: yai-ni、ヤイ・ニ）を擦る摩擦熱による発火法で火を起こそうとしたが、火を起こせなかった。その折に捨てられた火鑚臼（ひきりうす）が、モシㇼ・シンナイサㇺ、火切り杵がケナㇱウナㇻペだったといわれる。モシㇼ・シンナイサㇺは妖魔神となり、ケナㇱウナㇻペは木原の魔女となった。
以下のような伝説もある。大昔、イタチの神が天から降りて来て（偉いテンの神が天から降ろされて）地上に住もうとしたとき、古くから世界の端に住んでいたモシㇼ・シンナイサㇺ（河童）が力比べを申し込み、いきなりイタチを火の中に投げ込んだ。モシㇼ・シンナイサㇺが喜んでいると、焼け死んだはずのイタチが蘇って外から現れ、逆にモシㇼ・シンナイサㇺを火の中へ投げ返した。モシㇼ・シンナイサㇺは逃げようとしたもののイタチに阻まれ（魂のみ天窓から逃れようとしたがテンの息吹きでくるくると回り墜落し）、そのまま焼け死んだ。その（黒や白や赤色の）灰からは、キツネ（やネコ）といった動物が誕生した。こうした経緯でキツネは悪の心を持ち、人を化かすのだという。
名称のモシㇼは「国」、シンナイは「別の」、サㇺは「側」を意味し、「他の世界から来る者」または「世界の乱入者」という意味で付けられた名前である。